# Нюнесгамн (комуна)
Комуна Нюнесгамн (швед. Nynäshamns kommun) — адміністративно-територіальна одиниця місцевого самоврядування, що розташована в лені Стокгольм у центральній Швеції. Омивається водами Балтійського моря.
Нинесгамн 224-а за величиною території комуна Швеції. Адміністративний центр комуни — місто Нюнесгамн.

## Населення
Населення становить 26 442 чоловік (станом на вересень 2012 року). 
| Кількість населення комуни Нинесгамн за 1970-2010 роки | Кількість населення комуни Нинесгамн за 1970-2010 роки | Кількість населення комуни Нинесгамн за 1970-2010 роки | Кількість населення комуни Нинесгамн за 1970-2010 роки | Кількість населення комуни Нинесгамн за 1970-2010 роки |
| ------------------------------------------------------ | ------------------------------------------------------ | ------------------------------------------------------ | ------------------------------------------------------ | ------------------------------------------------------ |
| Рік                                                    |                                                        |                                                        | Населення                                              |                                                        |
| 1970                                                   | 1970                                                   |                                                        | 18 227                                                 | 18 227                                                 |
| 1975                                                   | 1975                                                   |                                                        | 19 100                                                 | 19 100                                                 |
| 1980                                                   | 1980                                                   |                                                        | 20 333                                                 | 20 333                                                 |
| 1985                                                   | 1985                                                   |                                                        | 20 857                                                 | 20 857                                                 |
| 1990                                                   | 1990                                                   |                                                        | 21 992                                                 | 21 992                                                 |
| 1995                                                   | 1995                                                   |                                                        | 22 786                                                 | 22 786                                                 |
| 2000                                                   | 2000                                                   |                                                        | 23 965                                                 | 23 965                                                 |
| 2005                                                   | 2005                                                   |                                                        | 24 648                                                 | 24 648                                                 |
| 2010                                                   | 2010                                                   |                                                        | 26 032                                                 | 26 032                                                 |
| Джерело: SCB                                           |                                                        |                                                        |                                                        |                                                        |

## Населені пункти
Комуні підпорядковано 6 міських поселень (tätort) та низка сільських, більші з яких:
- Нинесгамн (Nynäshamn)
- Есму (Ösmo)
- Сурунда (Sorunda)
- Стура-Віка (Stora Vika)
- Ґредбю (Grödby)
- Ландф'єрден (Landfjärden)
- Сеґерсенґ (Segersäng)
- Лідаторп (Lidatorp)

## Міста побратими
Комуна підтримує побратимські контакти з такими муніципалітетами:
- Комуна Ліллестрем, Норвегія
- Кеміо, Фінляндія
- Калундборг, Данія
- Лієпая, Латвія

## Галерея

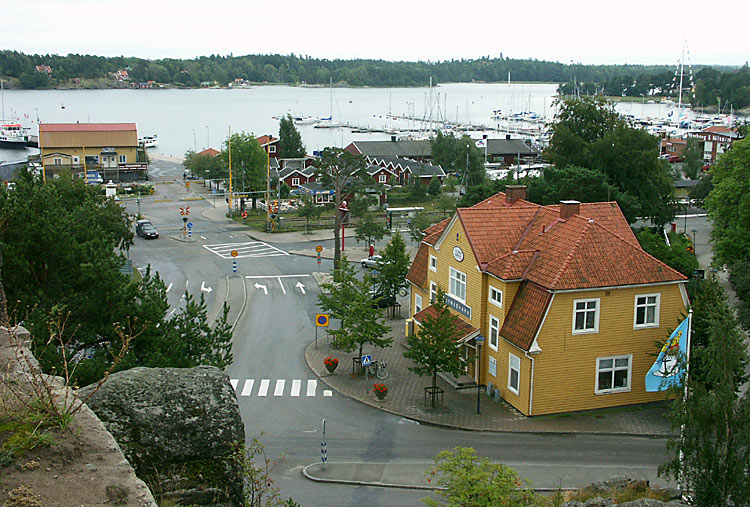
Нинесгамн
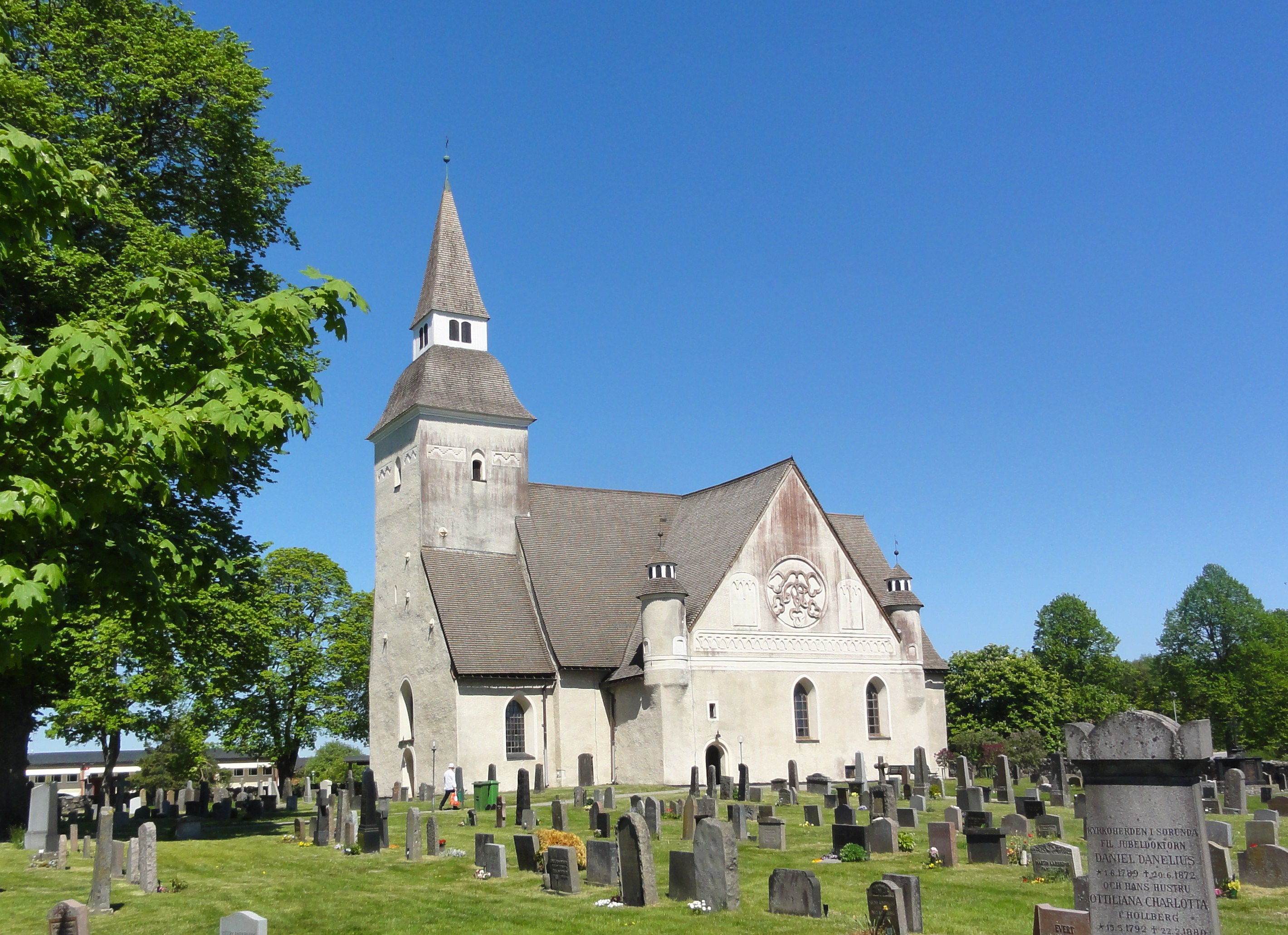
Церква (Сурунда)
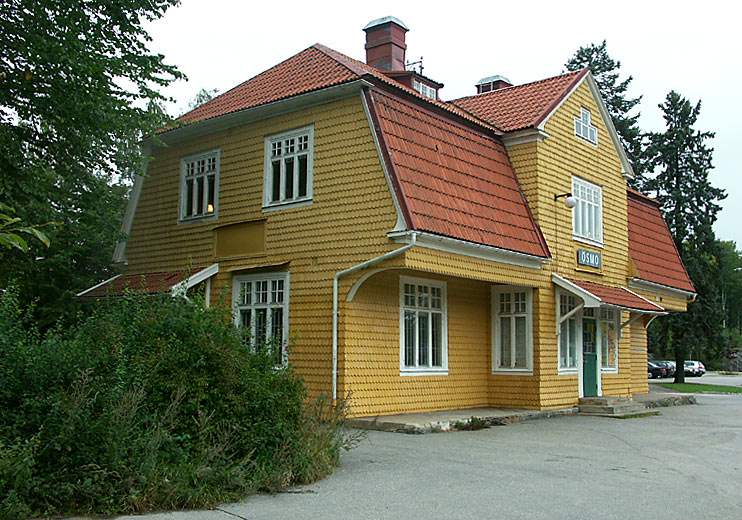
Містечко Есму
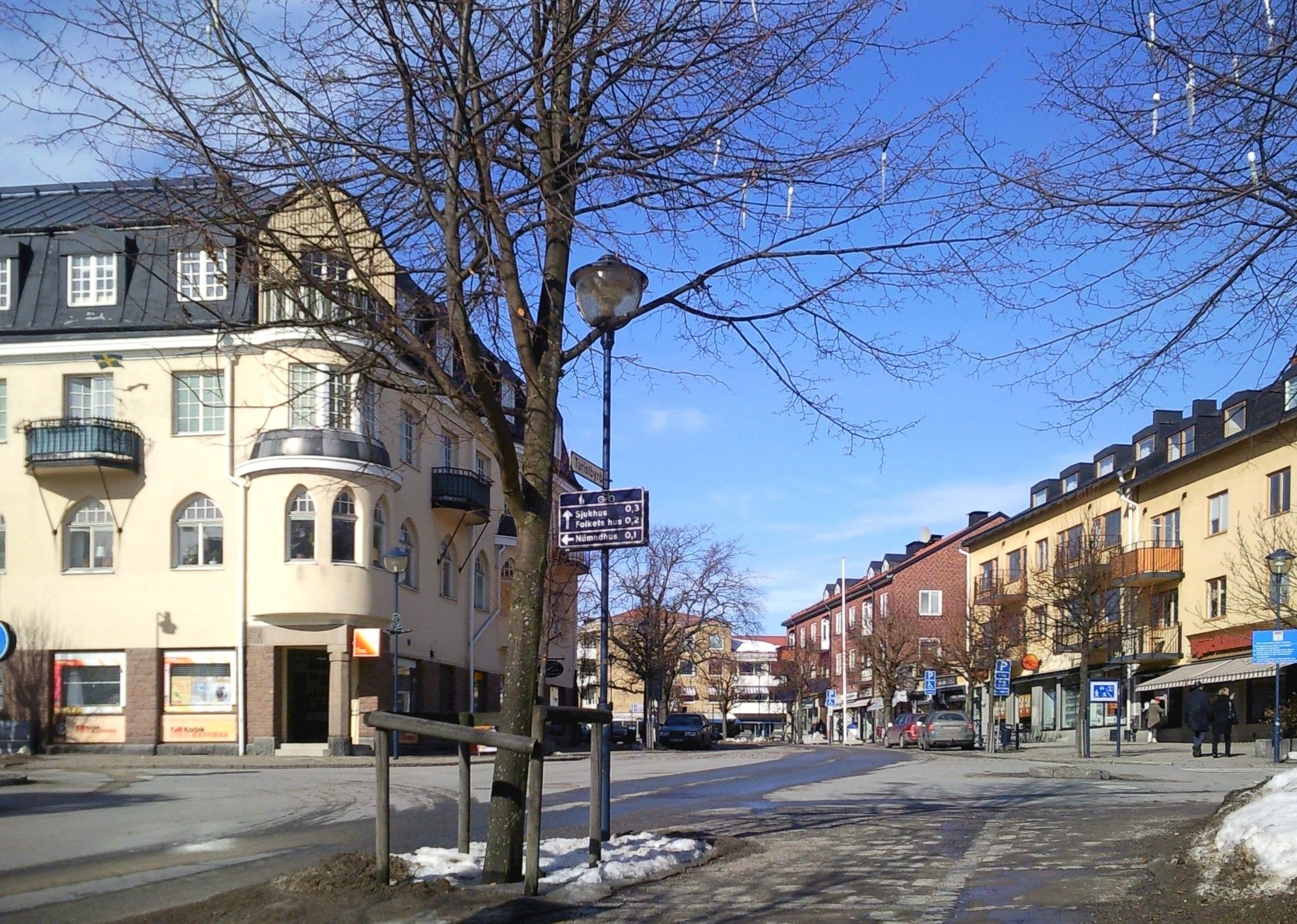
Нинесгамн

## Виноски
1. ↑  Andersson P. Sveriges kommunindelning 1863-1993 — Mjölby: Draking, 1993. — 132 с. — ISBN 978-91-87784-05-7
2. ↑  Folkmangd i riket, lan och kommuner (шв.) . Центральне бюро статистики Швеції. Архів оригіналу за 20 серпня 2013. Процитовано 17 лютого 2013.